# Höven

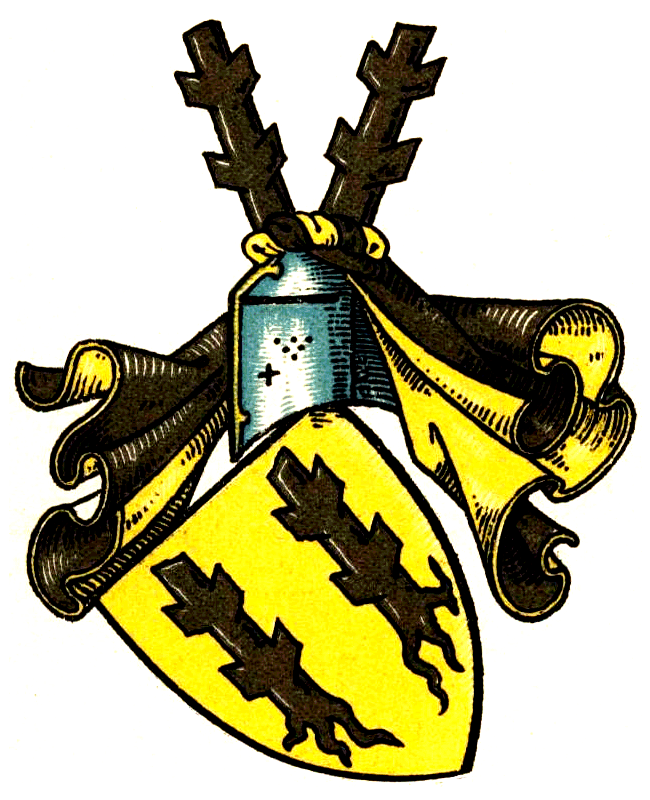
Das Wappen des Adelsgeschlechts von Dorgelo, zugleich Wappen des Dorfs Höven

Das Dorf Höven ist ein Ortsteil der Gemeinde Wardenburg im Landkreis Oldenburg. 

## Geographie
Der Ort befindet sich zwischen dem Fluss Hunte und Barneführer Holz im Osten und der Autobahn 29 im Westen.

## Geschichte
Um 1390 wird ein Haus „ton Hoeven“ im Besitz der Knappen von Porsenberg bezeugt. Die erste urkundliche Erwähnung ist aus dem Jahre 1435, in der das Got Hoeven erwähnt wird. Im Jahr 1579 besaß eine Familie von Rahden das Gut Höven. Durch Einheirat wurde 1678 Johann Röttger von Dorgelo Besitzer des Gutes Höven. Der preußische Oberst Ludwig Heinrich Freiherr von Lützow erbte nach dem Tod seines Onkels mütterlicherseits, August Wilhelm Anton von Dorgelo, im Jahr 1855 das Gut unter der Auflage, sich in Zukunft „von Dorgelo“ zu nennen. Ludwig von Lützow genannt von Dorgelo verkaufte 1864 Gut Höven. Seitdem ist das ehemalige Gut ein von Bürgerlichen betriebener Bauernhof.
In der unmittelbaren Umgebung des Gutes siedelten sich Bauern an, wodurch die Bauerschaft Höven entstand, die bis heute das Wappen derer von Dorgelo als Dorfwappen führt. Im 19. Jahrhundert hatte das Dorf 150 Einwohner.
Im Jahr 2009 hatte Höven etwa 190 Einwohner und einen landwirtschaftlichen Betrieb, nachdem es in den 1970er Jahren noch 13 Bauernhöfe gegeben hatte. 

## Wirtschaft und Infrastruktur
Der Ort verfügt über zwei Reithallen und eine Grundschule sowie einen 1919 gegründeten Reiterverein.

## Kultur und Sehenswürdigkeiten
Zu den Sehenswürdigkeiten Hövens gehört das Grabmal des Adam Levin von Dorgelo (1733–1824).